# 大中華膠
大中华胶，又称中华胶或中共胶，是对拥护大中華主義或中国共产党的海外华裔贬义称谓。「中华胶」一词近年来流行于马来西亚、新加坡等东南亚国家的华人社群中，其中「膠」源自粤语网络用词「硬膠」，带有顽固愚蠢之意，用以批评或讽刺那些在国家、文化、政治等议题上强烈倾向于中国利益和立场，甚至将中国视为自己所效忠之「祖国」的本国华裔群体。
中华胶的标签常出现于网络争论语境中，抨击者认为此类群体思维僵化，喜欢强调中国血缘与中国文化认同，并凌驾于本国国籍、社会体制和本地族群认同之上，且试图将「华人就要支持中國」之类的观点强加至所有非中国籍的华裔社群。因此中华胶常被批评忽视本国的多元政治与社会背景，乃至是对其所处国家的不忠与背离。尽管中华胶常与中国共产党相关联，但他们不一定支持社会主義或共产主义意识形态，惟其往往支持中国大一统及反西方的立场，因此大多数倾向认同主张统一中国的政治势力，即现今主要是中国共产党，偶有中国国民党。

## 词源
「中華膠」一词衍生於香港網民所說的「左膠」，意指太強調左派理想主義，乃至腦袋思維僵化。其中「膠」源自香港網路術語「硬膠」，而「硬膠」（粤拼：ngaang6 gaau1）是粵語髒話「戇鳩」（粤拼：ngong6 gau1）的諧音，帶有愚昧之意。

## 起源演变
中华胶的起源最早可追逐至20世紀早期，中國移民前往海外時期。指在海外落地生根的华人，依然对中国抱持着一种特殊「中国情结」（或称大中華主義）的意识形态。但不同于中国民族主义主张在凡拥有中国国籍的各民族人民都为中华民族一员，並嚮往中國共產黨及國民黨治理文化的人。
而部分华人在面对很多种族不平等和歧视的环境中，产生寄望一个外在而强大的中国来保护自己的心态，以及近年中国的崛起和向外扩散其影响力的因素，产生了民族自豪感，也称之为「大中华情结」。
随著網際網路时代和全球化的来临，網路資訊受到各种统战宣传影响，导致網友很容易吸收其意识型态思维（參見中港矛盾），产生盲目夸大中国（中共）的好处并为其言论护航。
直到2019年，香港发生大规模的反对逃犯条例修订草案的社会运动，马新地区的網路上爆发两派立场網友大量支持与反对的言论。部分網友也配合中国共产党大外宣政策，在政治上倾向中国政府与中国共产党言论，盲目地夸大中国的好处。这种现象常被戲稱為「中共膠」。

## 论调特点
中华胶的论调主要以支持或亲中国一切现象的言论为主，声称种族平等却歧视移工和难民，宗教上对伊斯兰教和基督教也怀有强烈的恐惧不友善，并处处针对圣诞节，指基督文化消灭了中华文化，又指孔子的诞辰才是圣诞节。假扮中立者，特意混淆事实，扭曲人们使用“胶”来形容的中共支持者的原因与方式，如指责中共胶的人所指责的对象是全体中国人（即认为指责中共胶的人说：所有中国人都是中共胶）。身在民主制度的国家，享有民主制度所提供的言论自由，但是却支持中国的言论不自由，甚至支持中共推行的不民主制度才是正确的。
另一常见观点为强调其“祖国”是中国，故意蒙混祖籍国与祖国的概念，并认为中国以外地区的华人是二等公民，因此认为只有中国（中共）强大，全球华人都会跟著好。强调自我优越意识，认为中国不需要西方的民主制度。中华胶也具有强烈的大一统情节，他们普遍对台湾独立运动、新疆独立运动、香港独立运动等民族独立运动采取反对甚至仇视态度。除此之外，中共胶甚至還会惡意侮辱繁体中文使用者，或要求反对者不要使用中文，認為他們都是分裂大中華民族的漢奸。
虽然中共胶的言论是源自对中华文化、文明、历史以及传统带有极为深刻的一种独特的情怀，甚至还会主观地认定中华文明必然优于世上其他的文明传统，但却未必排斥其他文化传统的存在与弘扬。

## 社会评论

### 馬來西亞
马来西亚文字工作者兼出版社发行人林韦地认为，「中华胶」是一种「政治」上的意识形态，既大中华极端民族主义（也就是法西斯主义），建立在民族被压迫的情绪，强调华人要团结，华人的种族优越性，并以仇视西方、台独、港独来作为团结华人的手段，因此将其居于极右翼。
《东方日报》社会评论家郑博夫批评「中华胶」发表的言论，指它们的言论有几种特点，第一是说中国是其祖国、第二不支持祖国就是汉奸、第三知识严重缺乏，更自相矛盾、第四不懂独立思考，辨识能力差、第五保守及消极，但想像力特别丰富。他认为「中华胶」发表的言论应该建立在普世价值观如公义、公正及自由言论上，而不是狭隘的民族主义。
《东方日报》评论家庄仁杰认为，「大中华胶」对中共政府的盲目支持，但在论述时的理由往往站不住脚，并诉诸情绪（甚至强掰），讨论时用不理性的言论攻击不同意见者，并且对于所讨论的事物一无所知，甚至完全无视许多能够指出其问题的证据和逻辑。反而以各种奇怪的手法来强词夺理；在讨论时的不理性，甚至强行要他人接受他们的理性论述等等行为，才使这些人令人侧目、被冠上“大中华胶”的最大原因。
《当今大马》专栏作家黄麒达批评，「中华胶」的思路并非用来更新对未知层面的认识，而是用作消灭异议，以便确保他们那套表面完备的价值观不会出现裂缝。表示中共胶的基本的思路，其实是不做独立思考，认定但凡存在必为合理。这种不愿意提出问题的处世态度，自然就是让专制极权得以延续的重要温床。黄麒达对「中华胶」的论调细分成四个步骤，即不断重复立场、掩耳盗铃、不分青红皂白，再到恼羞成怒。
《星洲日報》专栏作家安焕然则评论，对「中华胶」的立场和思维感到莫名其妙，认为如果中华胶不认同自身的文化根基，凡事以「大中华化」为依归，只会加剧华社的撕裂。
《中国报》专栏作家林楚杰指责「中华胶」在各大论坛、吹水站、新闻下方留言区在南海立场上不捍卫本国立场，反而去为中国非法入侵行为护航，甚至辱骂捍卫本国主权利益的人士，而感到不可理喻和匪夷所思。他批评「中华胶」把中国当祖国的思想更是一厢情愿，也是一种长期被迫妄想的症状。并指出国家宪法已保障各民族享有学习母语的权利、十二年的免费教育，医疗福利、选民投票和参选为国家议员的的权利，但「中华胶」却成天可怜兮兮地当自己是二等公民，明明生活过得好好，却又好像整个国家都亏欠了他们似的，自己也不敢作出斗争，只能在网络高呼祖国加油，每天幻想“战狼”来打救，这些人根本就连缅甸境内的罗兴亚人都不如。

### 臺灣
《關鍵評論網》專欄作家許劍虹認爲，「大中華膠」希望讓中國解放軍幫自己攻下馬來西亞，或者讓更多大陸移民進到馬來半島沖掉馬來人的人口，都不是促進華人權益的想法。相反的，大中華膠的想法越激進，就越會強化馬來西亞人民對中共的敵視，美軍在新加坡與馬來西亞兩地區的存在自然會更加受到歡迎。
《關鍵評論網》專欄作家馮垂華分析，「中華膠」的建構不僅僅是「中華情結」或「政治剝奪感」下的產物，同時也應該關注中國「紅色滲透」的影響。馬來西亞華人社群的歷史特殊性也許使得中國的「紅色滲透」更容易成功，甚至能輕易建構其「中國」認同，但這種認同並不純然是文化面向的。對中國的威權意圖而言，這種認同具有高度的政治色彩，並利於中國面對西方民主社會的批評時進行動員。與其稱之為具有貶義的「中華膠」或一般意義上的「中華情結」，使用「紅色認同」更能帶出其中國因素的政治影響。

## 类似詞彙
- 自乾五：是一种对中国大陆自发地为中华人民共和国政府和中国共产党持支持立场并发表相关言论的人的特定称呼。
  - 中港矛盾：由於上述80後、90後香港人與大陸來港的新移民的價值觀有差異，引發一系列與「大中華膠」相關的社會衝突。[17]
- 同路人
- 第五縱隊
- 有用的白痴
- 中国民族主义
- 赤納粹
- 坦克党
- 乌玛：穆斯林宗教共同體情意結，如馬來西亞伊斯蘭黨常認爲他們有宗教義務統一全體穆斯林。

## 延伸资料
- 许迅振. . 新加坡南洋理工大学论文. 2020  [2024-09-29]. （原始内容存档于2024-12-11）.
- 李政辉. . 新加坡南洋理工大学论文. 2021  [2024-09-29]. （原始内容存档于2024-07-31）.